# Abdułchakim Szapijew
Abdułchakim Alibiekowicz Szapijew (ros. Абдулхаким Алибекович Шапиев; ur. 4 grudnia 1983) – kazachski zapaśnik w stylu wolnym. Olimpijczyk z Londynu 2012, gdzie zajął dziewiąte miejsce w kategorii 74 kg.
Brązowy medalista mistrzostw świata w 2010 i igrzysk azjatyckich w 2006. Zdobył dwa srebrne medale mistrzostw Azji, w 2009 i 2012. Ósmy w Pucharze Świata w 2009 roku.